# William Williamson (polityk)
William Williamson (ur. 7 października 1875 w pobliżu New Sharon w Iowa, zm. 15 lipca 1972 w Custer w Dakocie Południowej) – amerykański polityk związany z Partią Republikańską.
W latach 1921–1933 przez sześć dwuletnich kadencji Kongresu Stanów Zjednoczonych był przedstawicielem trzeciego okręgu wyborczego w stanie Dakota Południowa w Izbie Reprezentantów Stanów Zjednoczonych.